# Isotria
Isotria é um género botânico pertencente à família das orquídeas (Orchidaceae), composto por apenas duas espécies que existem no sudeste do Canadá e centro e leste dos Estados Unidos da América. Caracterizam-se pela disposição das folhas, todas na mesma altura do caule, formando uma coroa ao redor das flores.